# Chaînon Alitshur méridional
Le chaînon Alitshur méridional est un massif montagneux situé au Tadjikistan, dans le Pamir. Il culmine à 5 704 mètres d'altitude au pic Kysyldangi.